# Перука
Перука (на френски: perruque) е коса, направена от конски косми, вълна, пера, бизонски косми или синтетични материали, която се носи на главата подобно на шапка. Причините за нейното носене са различни - модни, религиозни, здравословни и други. Перуките може да са направени и от истинска човешка коса. За първи път думата се среща в английския език през 1675 година, но е известно, че перуки са носели още древните египтяни.
Някои хора носят перуки, за да скрият факта, че са плешиви. В исторически аспект перуки често са носени в религиозен контекст. Много често актьорите носят перуки, за да представят даден герой реалистично. Перуки, съчетани с костюми, се носят и на много празници, като Марди Гра, Хелоуин, Нова година и други.
Във втората половина на XVII век аристократите се появяват на обществени места предимно с перуки. Това се прави за подчертаване на общественото положение. Във Великобритания до наши дни се е запазила тази традиция в съдебните зали - съдиите, както и някои членове на Камарата на лордовете се появяват в мантии и перуки.